# Cyphon robusticorne
Cyphon robusticorne is een keversoort uit de familie moerasweekschilden (Scirtidae). De wetenschappelijke naam van de soort werd in 1930 gepubliceerd door Maurice Pic.